# Lipnice (Český Rudolec)
Lipnice (německy Lipnitz) je malá vesnice, část obce Český Rudolec v okrese Jindřichův Hradec v Jihočeském kraji. Leží čtyři kilometry severně od Českého Rudolce. Leží v Javořické vrchovině v nadmořské výšce 545 metrů. Rozkládá se v údolí Bolíkovského potoka, na jeho horním toku nazývaném Lipnice. Velký počet zdejších obyvatel byl evangelického vyznání.
V roce 1843 žilo v obci 181 obyvatel v 31 domech a 40 domácnostech. V roce 1980 je v ní 37 obytných domů.

## Historie
V historických pramenech je uváděna v roce 1358 jako ves, která náležela ke zboží valtínovskému a byla zde tvrz. Vlastníci se poté hojně střídali, až v roce 1633 byl Markvarec přičleněn k Dačicím a osudy dačického panství sdílel až do roku 1849. Na katastru vsi byl mlýn a vrchnostenský dvůr. Desátek se odváděl panství Dačice. Na týdenní sobotní trhy se jezdilo z Lipnice do Dačic. V první polovině 19. století provozovalo panství zdejší pilu a škrobárnu. U heřmanečských hranic v lokalitě V oborách byl zřízen železářský hamr, který pracoval pro železárny v Dolním Bolíkově.
Elektrifikována byla ves až v roce 1948 připojením na síť ZME Brno.

## Obyvatelstvo
| Rok            | 1869 | 1880 | 1890 | 1900 | 1910 | 1921 | 1930 | 1950 | 1961 | 1970 | 1980 | 1991 | 2001 | 2011 | 2021 |
| -------------- | ---- | ---- | ---- | ---- | ---- | ---- | ---- | ---- | ---- | ---- | ---- | ---- | ---- | ---- | ---- |
| Počet obyvatel | 192  | 218  | 218  | 244  | 201  | 195  | 167  | 111  | 121  | 91   | 70   | 54   | 37   | 44   | 58   |
| Počet domů     | 32   | 31   | 31   | 31   | 30   | 30   | 35   | 38   | 23   | 23   | 19   | 32   | 37   | 38   | 40   |

## Obecní správa
Při sčítání lidu v letech 1850–1960 Lipnice byla samostatnou obcí v okrese Dačice. V letech 1961–1988 byla částí obce Markvarec v okrese Jindřichův Hradec. Od 1. ledna 1989 je částí obce Český Rudolec v okrese Jindřichův Hradec.

## Památky a pamětihodnosti
- Pomník padlým v první světové válce
- Dačický lesmistr V. Hlava zde provozoval ve třicátých letech 19. století jako svůj vynález vrtání dřevěných vodovodních trub pomocí vrtacího stroje poháněného vodní silou.[zdroj?]

## Další fotografie

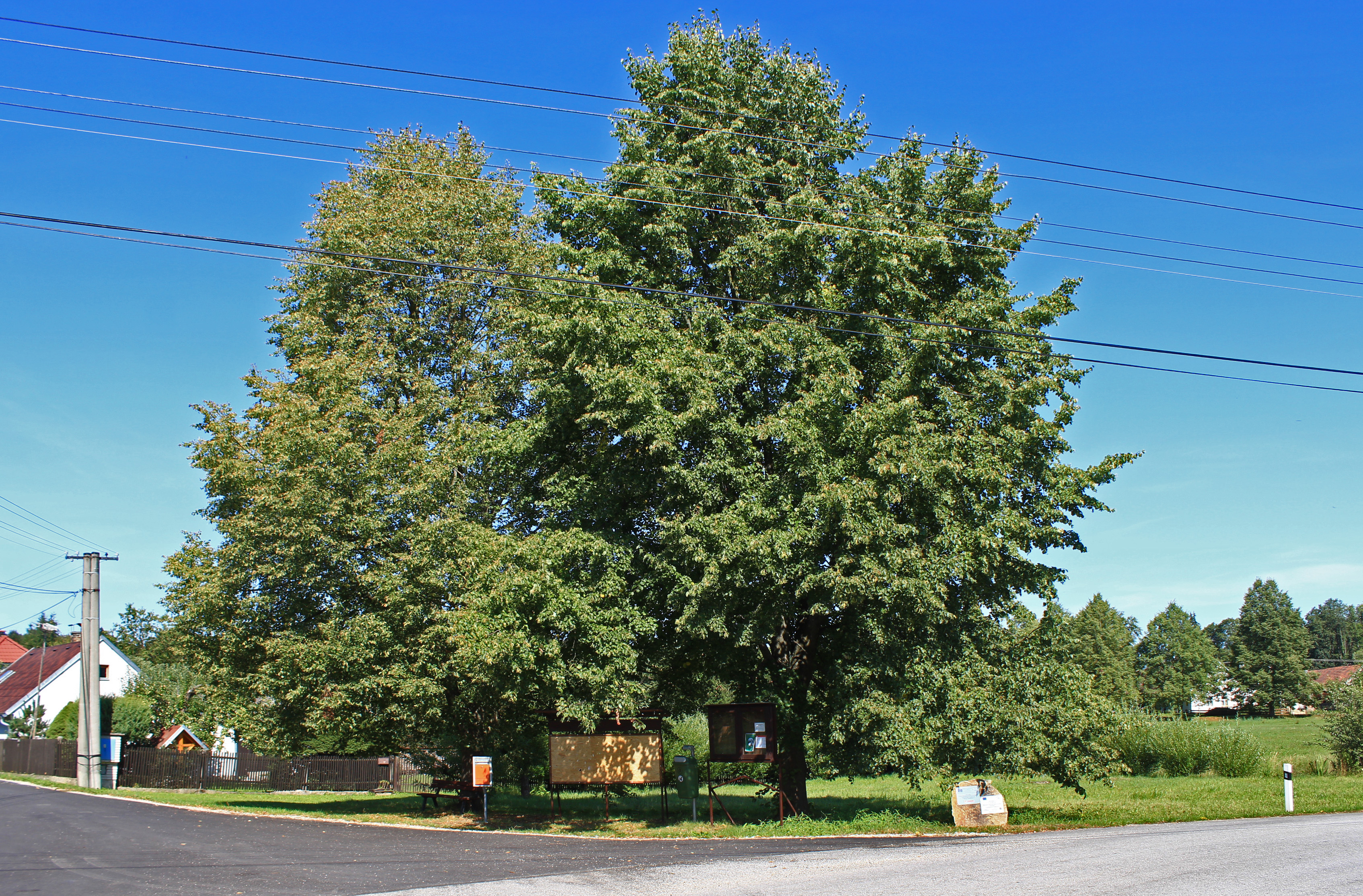
Lípy na rozcestí
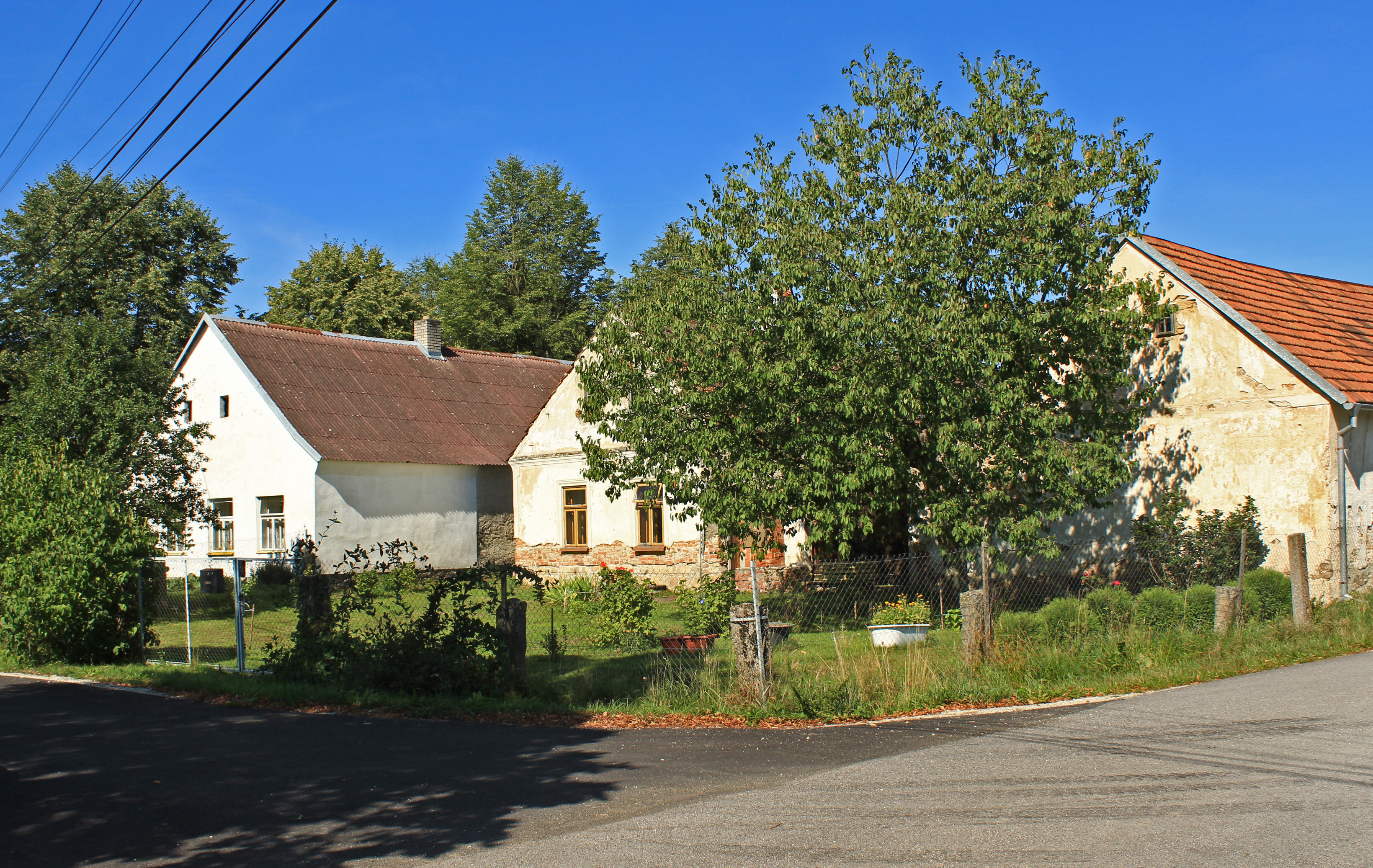
Dům čp. 3
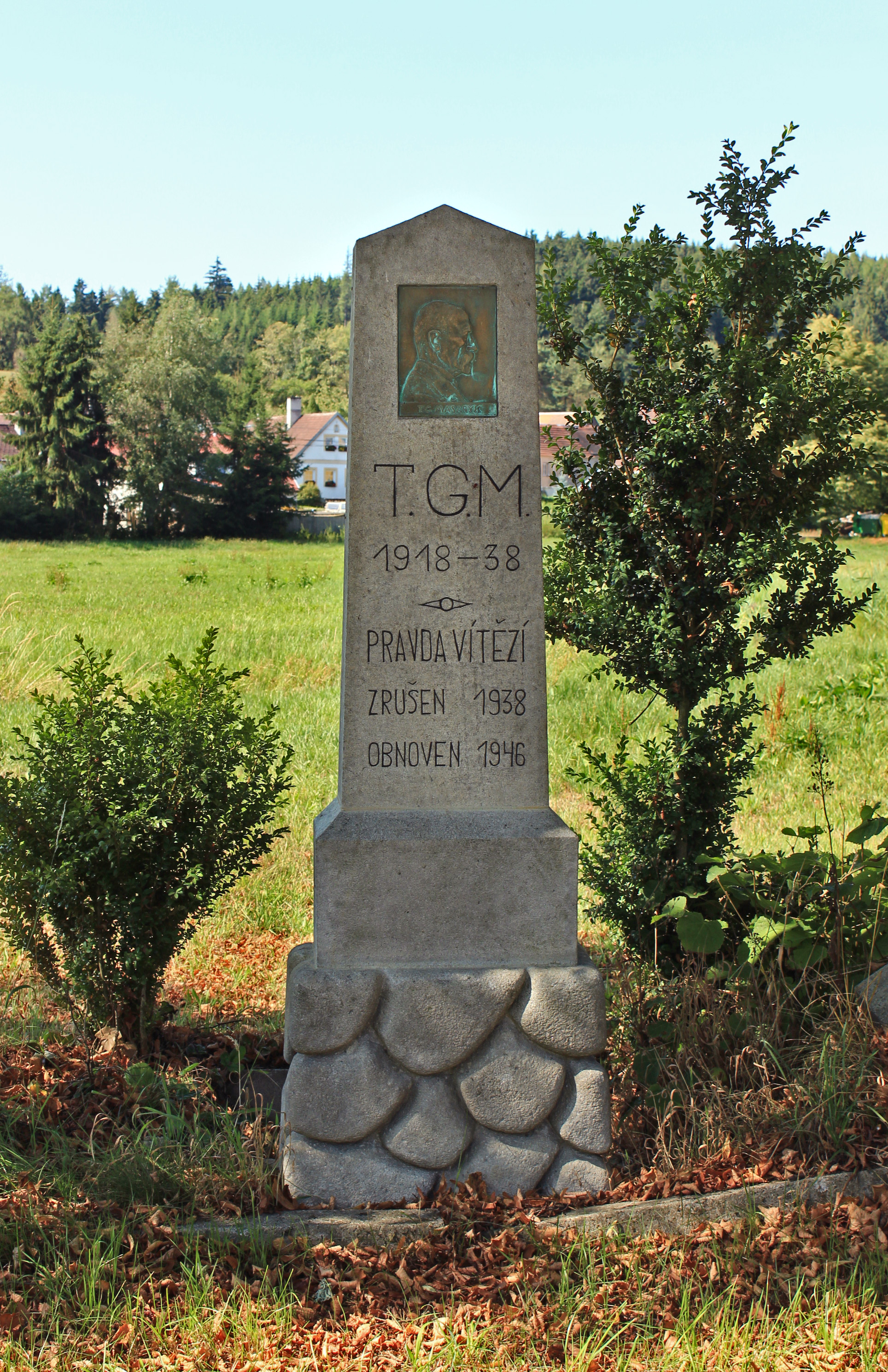
Masarykův památník
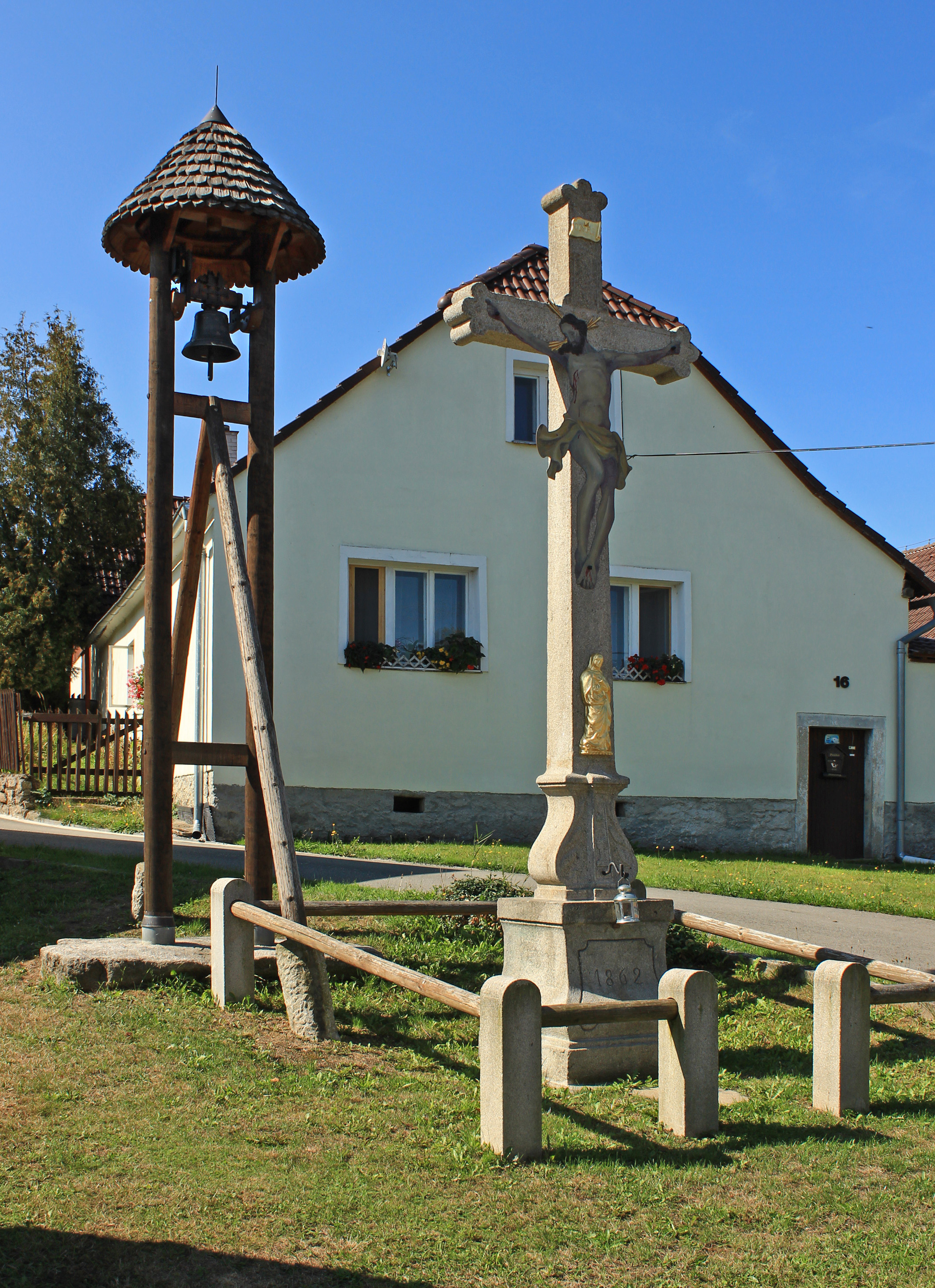
Zvonice a křížek